# Comté de Bauhinia
Le comté de Bauhinia était une zone d'administration locale au centre du Queensland en Australie.
Le comté comprenait les villes de :
- Springsure ;
- Rolleston.

Il a fusionné avec les comtés de Duaringa, Emerald et de Peak Downs pour former la région des Central Highlands en mars 2008.